# Medalia comemorativă „Cruciada împotriva comunismului”
Medalia comemorativă „Cruciada împotriva comunismului” a fost o medalie comemorativă instituită de regele Mihai I al României prin Înaltul Decret nr. 1.014 din 1 aprilie 1942.

## Acordare

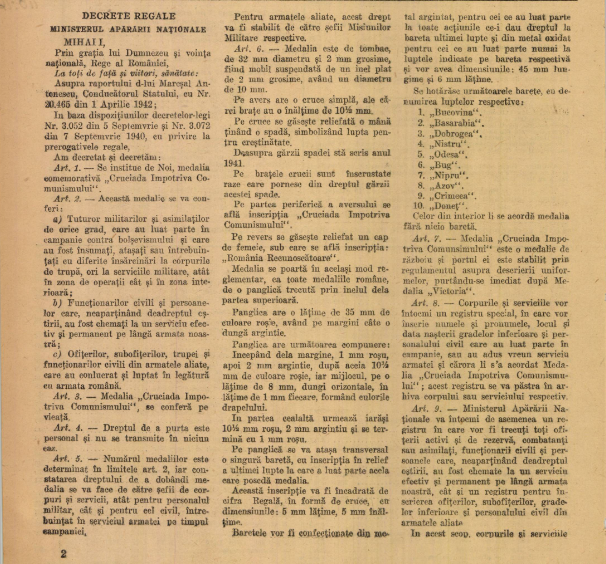
Înaltul Decret nr. 1.014 din 1 aprilie 1942

Conform decretului, medalia putea fi acordată tuturor participanților care au fost implicați în lupta împotriva Uniunii Sovietice în cel de-Al Doilea Război Mondial, inclusiv aliaților României, în special membrilor Wehrmacht-ului german, dar și italienilor, slovacilor și maghiarilor. De asemenea, puteau primi medalia și civilii care au participat la activități legate de luptele de pe acest front. Medalia se acorda de obicei într-un săculeț de hârtie pentru medalii, dar și în etuiuri roșii sau maro cu inserție albă. Pe partea superioară era scris cu litere aurii: MONETARIA NATIONALĂ.

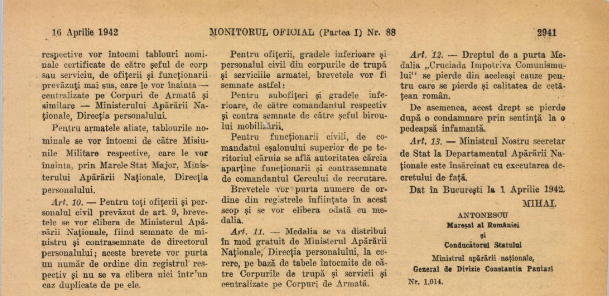
Înaltul Decret nr. 1.014 din 1 aprilie 1942

## Descriere
Medalia rotundă, realizată din bronz sau metal comun, prezintă pe aversul său capul unei femei cu cozi lungi, privit din profil spre dreapta. Femeia reprezentată seamănă foarte mult cu o imagine a Helvetiei. Sub această imagine este gravată în relief semnătura P. Grant. Sub portret se află inscripția ROMANIA RECUNOSCĂTOARE. Pe revers, în centru, este reprezentată o cruce patée, în fața căreia o mână ține ridicată o sabie către cer. Sabia separă anul 1941, care este inscripționat în brațul superior al crucii. În jurul marginii, cu litere mari, este scris + CRUCIADA ÎMPOTRIVA + COMUNISMULUI. Diametrul medaliei este de aproximativ 31,7 mm, iar grosimea sa este de aproximativ 2 mm, variind datorită numeroșilor producători implicați.

## Barete

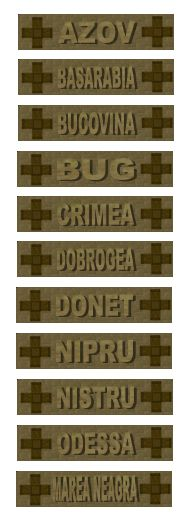
Barete oficiale

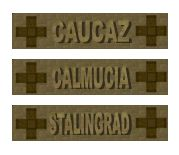
Barete neoficiale

Pentru trupele combatante, medalia era însoțită de barete de luptă cu denumirea teatrului de război sau a câmpului de luptă. Pentru civili sau soldații din zonele din spatele frontului, medalia era acordată în principiu fără barete de luptă. Aceste barete erau fie din bronz, fie placate cu argint. Baretele erau fixate pe spatele panglicii medaliei cu ajutorul a două cleme laterale (îndoite). Lățimea acestora varia între 25 mm și 35 mm, în funcție de lățimea panglicii ordinului. Până în prezent, sunt cunoscute 14 barete.
- AZOV
- BASARABIA
- BUCOVINA
- BUG
- CRIMEA / CRIMEIA
- DOBROGEA
- DONEȚ
- NIPRU
- NISTRU
- ODESSA
- MAREA NEAGRA (începând cu 16 iulie 1942)
- CAUCAZ (baretă neoficială)
- CALMUCIA (baretă neoficială)
- STALINGRAD (baretă neoficială)[2]

Acordarea baretei de luptă era posibilă dacă persoana distinsă se afla doar într-unul dintre locurile de luptă menționate sau a fost direct implicată în acțiuni de luptă. Dacă persoana distinsă deținea mai multe barete, putea purta doar bareta ultimei bătălii, dar aceasta în variantă placată cu argint. Crucea latină, amplasată pe stânga și pe dreapta baretei, prezintă la fiecare dintre cele patru puncte ale sale inițiala M. Această literă vine de la Mihai I al României, fondatorul medaliei. Decretul de înființare a bretei Marea Neagră, care a fost instituit puțin mai târziu, este reprodus aici integral:
„MIHAI I, 
Prin grația lui Dumnezeu și voința națională, Rege al României, 
La toți de față și viitori, sănătate:”—Asupra raportului d-lui Mareșal Antonescu, Conducătorul Statului, sub Nr. 28.267 din 16 Iunie 1942, 
În baza dispozițiunilor decretelor-legi Nr. 3.052 din 5 Septemvrie și Nr. 3.072 din 7 Septemvrie 1940, cu privire la prerogativele Regale, 
Am decretat și decretăm:

Art. I. Pentru completarea înaltului decret Nr. 1.014 din 1 Aprilie 1942, relativ la înființarea Medaliei Comemorative „Cruciada împotriva Comunismului”, pe lângă baretele prevăzute la art. 6 al acestui înalt decret, se adaugă și bareta „Marea Neagră”, care se va purta în același mod și care se va conferi ofițerilor, subofițerilor și trupei care au luat parte la luptele duse în Sectorul acestei mări.

Art. II. Ministrul Nostru, secretar de Stat la Departamentul Apărării Naționale, este însărcinat cu executarea decretului de față.

Dat în Sinaia, la 16 iulie 1942,

MIHAI

ANTONESCU

Mareșal al României

și

Conducătorul Statului

Ministrul apărării naționale,

General de Divizie Constantin Pantazi, Monitorul Oficial nr. 179 din 8 august 1942

## Mod de purtare

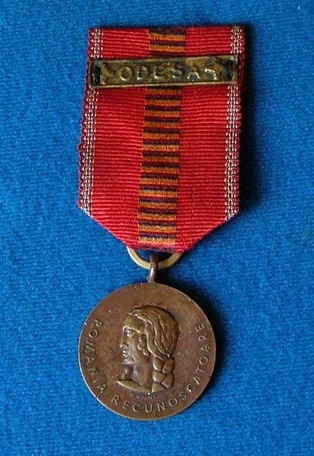
Medalie cu bareta de luptă Odesa

Decorația era purtată pe partea stângă a pieptului, pe o panglică de culoare roșu închis, cu margini laterale argintii și o bandă centrală crestată în culorile albastru, galben, roșu, culorile naționale ale României. Începând cu ziua următoare decernării, aceasta era purtată doar sub forma baretei.

## Diverse
Numărul de medalii produse și acordate este necunoscut, dar se crede că au fost peste 1.250.000.
Începând cu 23 august 1944, ziua declarației de război a României împotriva Germaniei Naziste, purtarea decorațiilor românești de către membrii Wehrmacht-ului german a devenit interzisă sub amenințarea legii. Conform Legii germane privind titlurile, ordinele și decorațiile din 26 iulie 1957 (rândul 6, alineatul 1, litera 4), decorațiile fostelor țări aliate din al Doilea Război Mondial pot fi în continuare purtate.